# Hoploscopa ypsilon
Hoploscopa ypsilon is een vlinder uit de familie van de grasmotten (Crambidae), uit de onderfamilie van de Hoploscopinae. De wetenschappelijke naam van deze soort is voor het eerst gepubliceerd in 2020 door Théo Léger en Matthias Nuss.
De voorvleugellengte van het mannetje is 9 tot 10 millimeter en van het vrouwtje 9,5 tot 11 millimeter.
De soort komt voor in het noordelijk deel van Luzon (Filipijnen) tussen 1150 en 2100 meter boven zeeniveau.